# 738

738(칠백삼십팔)은 737보다 크고 739보다 작은 자연수다.

## 수학
- 합성수로, 그 약수는 총 12개다. (1, 2, 3, 6, 9, 18, 41, 82, 123, 246, 369, 738)
  - 738의 진약수의 합은 900이므로, 738은 과잉수다.
- 61번째 불가촉수다. 앞의 불가촉수는 732, 다음은 748이다.
- 12번째 십삼각수다. 앞의 십삼각수는 616, 다음은 871이다.
- {\displaystyle 73^{4}-1}은 738로 나누어떨어진다.

## 과학·기술
- NGC 738: 삼각형자리 방향에 있는 렌즈형은하.
- 738 알라가스타(영어판): 소행성.
- IBM 738(영어판): IBM의 최초의 코어 메모리.
- SVI-738(영어판): 스펙트라비디오(영어판)의 가정용 컴퓨터.

## 교통

### 항공
- 노스웨스턴 항공 738편 추락 사고(영어판) (2024년)

### 철도
- 서울 지하철 7호선 숭실대입구역의 역번호.

### 도로
- 현도 제738호선

## 군사
- 738 해군 항공대(영어판): 과거 존재한 영국의 해군 항공대.
- U-738(영어판): 제2차 세계 대전에 사용된 나치 독일의 군용 잠수함.

## 문화유산
- 대한민국의 보물 제738호: 문수사리보살최상승무생계경

## 방송
- AM 738kHz
  - 대한민국 KBS대구 경산 송신소의 주파수.
  - 일본 기타니혼 방송 다카오카 중계국, 류큐 방송 나하 방송국의 주파수.

## 기타
- 연도: 738년, 기원전 738년